# Nicolo Cassana
Pour les articles homonymes, voir Cassana.
Nicolo Cassana ou Niccolò Cassani ou Nicoletto (Venise, 1659 - Londres, 1713) est un peintre vénitien baroque de la seconde moitié du XVIIe et du début du XVIIIe siècle.

## Biographie
Nicolo Cassana commence  son apprentissage auprès de son père Giovanni Francesco Cassana qu'il assiste et dont il hérite son origine génoise. 
Il fut très actif à Venise comme portraitiste des nobles et ecclésiastiques et il y rencontra le grand-prince Ferdinand III de Médicis
C'est en lui envoyant son autoportrait en 1683, qu'il devient peintre de portraits de la cour de Florence où il succède à Justus Sustermans, mort en 1681. Peintre de cour, il deviendra également l'agent, le conseiller, le copiste et le restaurateur de tableaux de Ferdinand. Il peint également des paysages, des scènes de genre et des scènes mythologiques.
En 1711, il se rend à Düsseldorf à la cour de l'électeur palatin, Jean Guillaume qui avait épousé Anne-Marie-Louise de Médicis, la sœur de Ferdinand.
L'année suivante il est invité en Angleterre, où il est introduit auprès de la reine Anne qui l'apprécie et lui témoigne des marques de faveur.
Il meurt à Londres en 1713 de son goût pour la boisson dans ses dernières années.
Fortunatus Pasquetti fut de ses élèves ainsi que Nicola Grassi de 1700 à 1709 à Venise.
Son frère aîné Giovanni Agostino Cassana a été aussi peintre.

## Œuvres

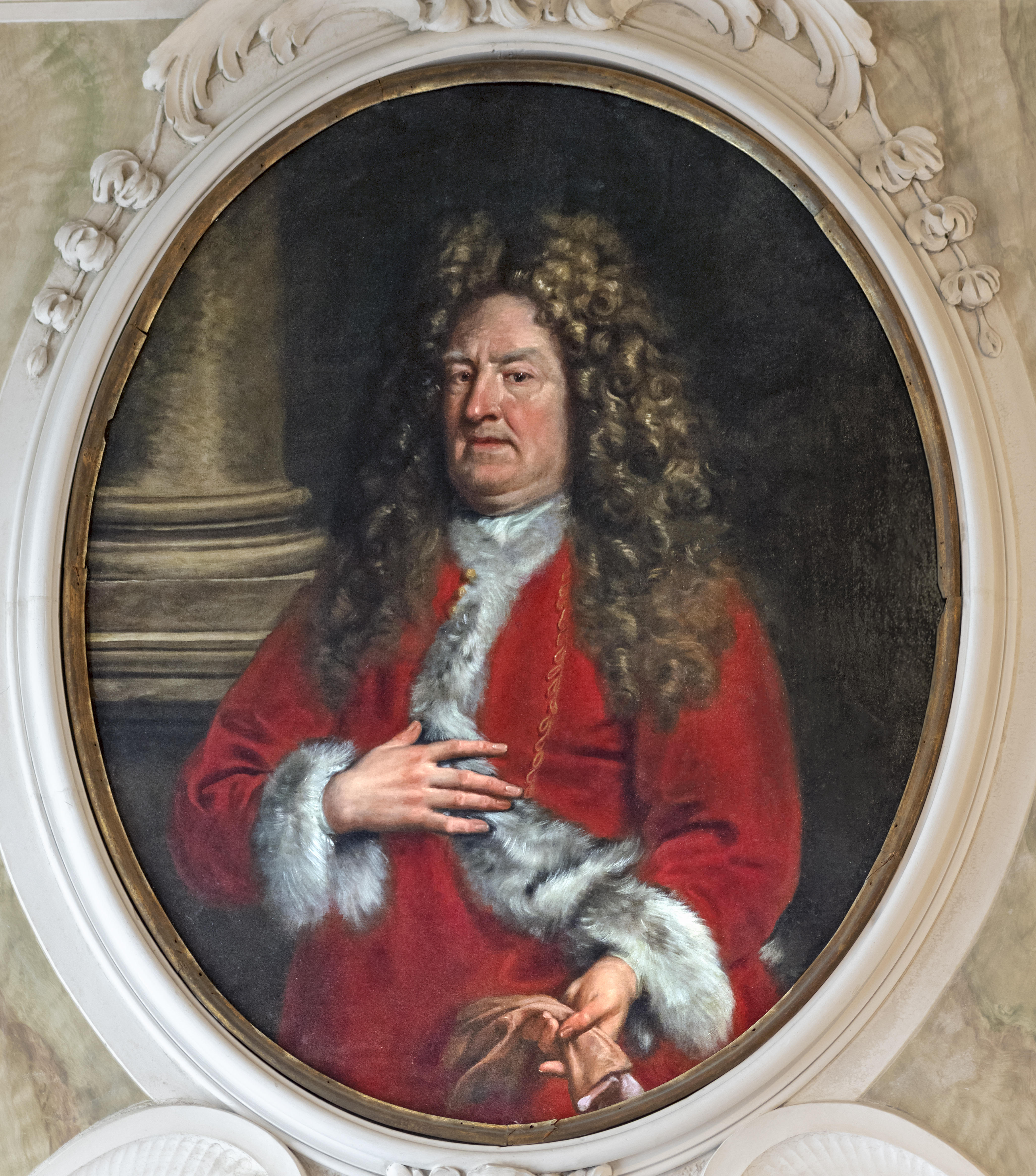
Portrait d'un gentilhomme en rouge
Ca' Rezzonico Venise

- Portrait d'homme et autoportrait, musée des Offices
- Portrait d'un gentilhomme en rouge, Ca' Rezzonico Venise
- Portrait d'un cuisinier, collection avocat Sannini, Certaldo
- Chasseur avec un chien, chasseur avec un lapin, Villa la Petraia
- Portrait de cuisinière, 1707, huile sur toile,  154 × 110 cm, musée des Offices, Florence. tableau exécuté à Venise. Pendant de La Naine Vilaine de Bavière[3]
- Galerie Palatine du Palais Pitti à Florence :
  - la Naine de la princesse Violante de Bavière,
  - Anna Maria Luisa de Medici, avt 1691, huile sur toile, 115 × 85 cm[3]
  - Portrait de Ferdinand  De' Medici (1687)
- Inventaire de la collection de Ferdinand (1714), publié par Marco Chiarini dans I quadri della collezione del Principe Ferdinando di Toscana :
  - Une Bachanale, (avec une femme qui joue du clavecin, et une danse de puto avec adornam)
  - Isaac et Rachel (Avec des chameaux et des moutons, vue sur la campagne, et ornement sculpté et doré)
  - 2 retables
- Saint Pierre martyr, poignardé par les Assassins, attribué